# Play (låt av Jüri Pootsmann)
Play är en låt framförd av den estniska sångaren Jüri Pootsmann. Den var Estlands bidrag till Eurovision Song Contest 2016., men tog sig inte vidare till final.

## Komposition och utgivning
Låten är skriven av Fred Krieger, Vallo Kikas och Stig Rästa som tillsammans med Elina Born representerade Estland i Eurovision Song Contest 2015 med låten "Goodbye to Yesterday". Singeln släpptes den 4 januari 2016 för digital nedladdning. Den 4 mars 2016 släpptes en officiell musikvideo till låten regisserad av Elise Eimre.

## Eesti Laul
Med låten deltog Jüri Pootsmann i den åttonde upplagan av Eesti Laul, Estlands nationella uttagning till Eurovision Song Contest 2016. Han framförde låten i den andra semifinalen den 20 februari 2016 och kvalificerade sig därifrån vidare som etta av tio tävlande. Låten fick högsta poäng (12) från både juryn och TV-tittarna.
I finalen den 5 mars 2016 fick låten återigen högsta poäng (12) av både juryn och TV-tittarna. Den fick där 23 439 telefonröster, mot tvåans 16 416. De tre som fick högst poäng gick vidare till en avgörande röstningsomgång. I finalrundan som bestod av 100% telefonröster vann låten med 32 394 röster mot Laura Remmels "Supersonic" som kom tvåa med 21 001 röster.

## Eurovision Song Contest
Efter att ha vunnit Eesti Laul representerade Pootsmann Estland i Eurovision Song Contest 2016 i Stockholm med "Play". Han framförde låten i den första semifinalen i Globen den 10 maj 2016, där den fick 24 poäng och kom sist, vilket innebar att den inte gick vidare till final.